# Gilgiochloa indurata
Genre
Espèce
Gilgiochloa indurata est une espèce de plantes monocotylédones de la famille des Poaceae, sous-famille des Panicoideae, originaire d'Afrique. C'est l'unique espèce rattachée au genre Gilgiochloa (genre monotypique).